# Jakt (film)
Jakt är en svensk dramafilm från 2024. Filmen är regisserad av Sarah Gyllenstierna som också svarat för manus. Filmen är baserad på romanen Jakt på ett vitt fält av Mats Wägeus.
Filmen hade biopremiär i Sverige den 19 april 2024, utgiven av Triart Film.

## Handling
Filmen kretsar kring tre män – Alex, Greger och Henrik – som befinner sig i en ensligt belägen stuga för att jaga änder, hjort och rådjur. Till en början går jakten bra, men när plötsligt alla djuren försvinner vänder jaktlyckan. Men jakten måste fortsätta.

## Rollista (i urval)
- Magnus Krepper – Greger
- Jens Hultén – Henrik
- Ardalan Esmaili – Alex

## Produktion
Filmen är producerad av Maria L Guerpillon och Charlotte Most på MostAlice Film, i samproduktion med Film i Väst och SVT, och med stöd från Svenska Filminstitutet. Den är inspelad utanför Trollhättan.